# وينديل تاكر
وينديل تاكر (بالإنجليزية: Wendell Tucker) هو لاعب كرة قدم أمريكية أمريكي، ولد في 4 سبتمبر 1943 في فيلادلفيا في الولايات المتحدة.

## وصلات خارجية
- وينديل تاكر على موقع مرجع كرة القدم المحترفة.كوم (الإنجليزية)